# Best of B-Boy Records
Pour les articles homonymes, voir Best of.
Albums de Boogie Down Productions
Man & His Music (Remixes from Around the World)
(1997)
Best of B-Boy Records est une compilation des Boogie Down Productions, sortie le 8 mai 2001.

## Liste des titres
| No  | Titre                                | Durée |
| --- | ------------------------------------ | ----- |
| 1.  | Poetry                               | 5:04  |
| 2.  | South Bronx                          | 5:12  |
| 3.  | 9mm Goes Bang                        | 4:21  |
| 4.  | Word From Our Sponsor                | 3:56  |
| 5.  | Elementary                           | 4:08  |
| 6.  | Dope Beat                            | 5:17  |
| 7.  | P Is Free (Remix)                    | 4:21  |
| 8.  | The Bridge Is Over                   | 3:28  |
| 9.  | Super-Hoe                            | 5:33  |
| 10. | Criminal Minded                      | 5:21  |
| 11. | P Is Free (Original)                 | 3:33  |
| 12. | Advance                              | 8:04  |
| 13. | D-Nice Rocks the House               | 3:17  |
| 14. | Say No Brother (Crack Don't Do It)   | 5:20  |
| 15. | Criminal Minded (Red Alert Mega Mix) | 6:28  |